# Sharp Dressed Man
Singles de ZZ Top
Gimme All Your Lovin'
(1983) TV Dinners
(1983)
Sharp Dressed Man est une chanson du groupe de rock ZZ Top, paru sur l'album Eliminator le 23 mars 1983, puis en single en juillet 1983.

## Reprises
Lucyfire (2001)
Brad Paisley (2002)
Nickelback (2007)

## Classements
| Classement (1983-1985)                 | Meilleure position |
| -------------------------------------- | ------------------ |
| Australie (Kent Music Report)          | 66                 |
| Belgique (Flandre Ultratop 50 Singles) | 13                 |
| États-Unis (Hot 100)                   | 56                 |
| États-Unis (Mainstream Rock)           | 8                  |
| Pays-Bas (Single Top 100)              | 8                  |
| Pays-Bas (Nederlandse Top 40)          | 9                  |
| Royaume-Uni (UK Singles Chart)         | 22                 |

| Classement (2020)           | Meilleure position |
| --------------------------- | ------------------ |
| États-Unis (Hot Rock Songs) | 14                 |